# J.G. Ballard
James Graham Ballard, född 15 november 1930 i Shanghai, Kina, död 19 april 2009 i London, var en brittisk författare. Han skrev mörka och surrealistiska science fiction-berättelser, men är mest känd för romanen Solens rike från 1984 som han baserade på sina upplevelser under andra världskriget då han som barn blev internerad i det japanska interneringslägret Lunghua i Shanghai.

## Biografi
Ballard föddes i Shanghai där hans far ägde en bomullsfabrik. Han hade en ensam barndom som mest tillbringades med en barnflicka och mindes Shanghai som "en grym stad". Under andra världskriget internerades familjen i det japanska interneringslägret Lunghua. Trots att han blev medveten om en del svårigheter i lägret upplevde Ballard det som en lycklig tid att bli del av en större gemenskap. Efter kriget återvände familjen till England. Ballard gick i skola i Cambridge och från 1948 studerade han medicin på King's College, Cambridge i två år men tog aldrig någon examen. Han ville fortsätta med att studera psykiatri, men insåg att det då inte skulle bli någon tid för skrivande som han fått ett starkt intresse för. Han lämnade studierna för att bli pilot i RAF, men efter två års utbildning i Saskatchewan återvände han till England och försörjde sig med olika jobb och som skribent i en tekniktidskrift. 1956 fick han sin första novell publicerad i tidningen New Worlds. Samma år gifte han sig och flyttade till Shepperton och blev skribent på heltid. Hans första roman The Wind from Nowhere utkom 1961. Ballard räknade dock själv romanen The Drowned World från 1962 som sin första bok. Den innehåller ett av de tidigaste argumenten för att global uppvärmning skulle kunna orsaka omfattande översvämningar. Året därpå utkom romanen The Terminal Beach. 1964 avled Ballards hustru hastigt i lunginflammation och han fick ensam ta hand om deras tre barn.
Som författare utmärkte han sig med underhållande, provocerande och bisarra berättelser. Han hade bland annat en stark fascination för bilolyckor vilket kom till uttryck i boken Crash från 1973 som ligger till grund för David Cronenbergs film Crash (i boken är huvudpersonens högsta önskan att omkomma i en frontalkollision med Elizabeth Taylor). Under sextiotalet skrev han "condensed novels", romaner med de oviktiga delarna bortklippta, exempelvis Mordet på John Fitzgerald Kennedy betraktat som en biltävling i nedförsbacke. Hans egen motivering till den sistnämnda berättelsen är att en okonventionell syn på mordet kan ge en ny förklaring till vad som hände.
Ballard var mycket produktiv under 1970- och 1980-talen med en rad romaner och noveller som alla präglades av mörka och surrealistiska framtidsskildringar. Ballard använde inte gärna benämningen science fiction, utan beskrev sina böcker som "apokalyptiska". 1984 skrev Ballard sin första realistiska roman Solens rike som skildrade hans barndom i Shanghai och Lunghua-lägret. Boken blev en internationell bästsäljare och filmatiserades 1987 av Steven Spielberg.

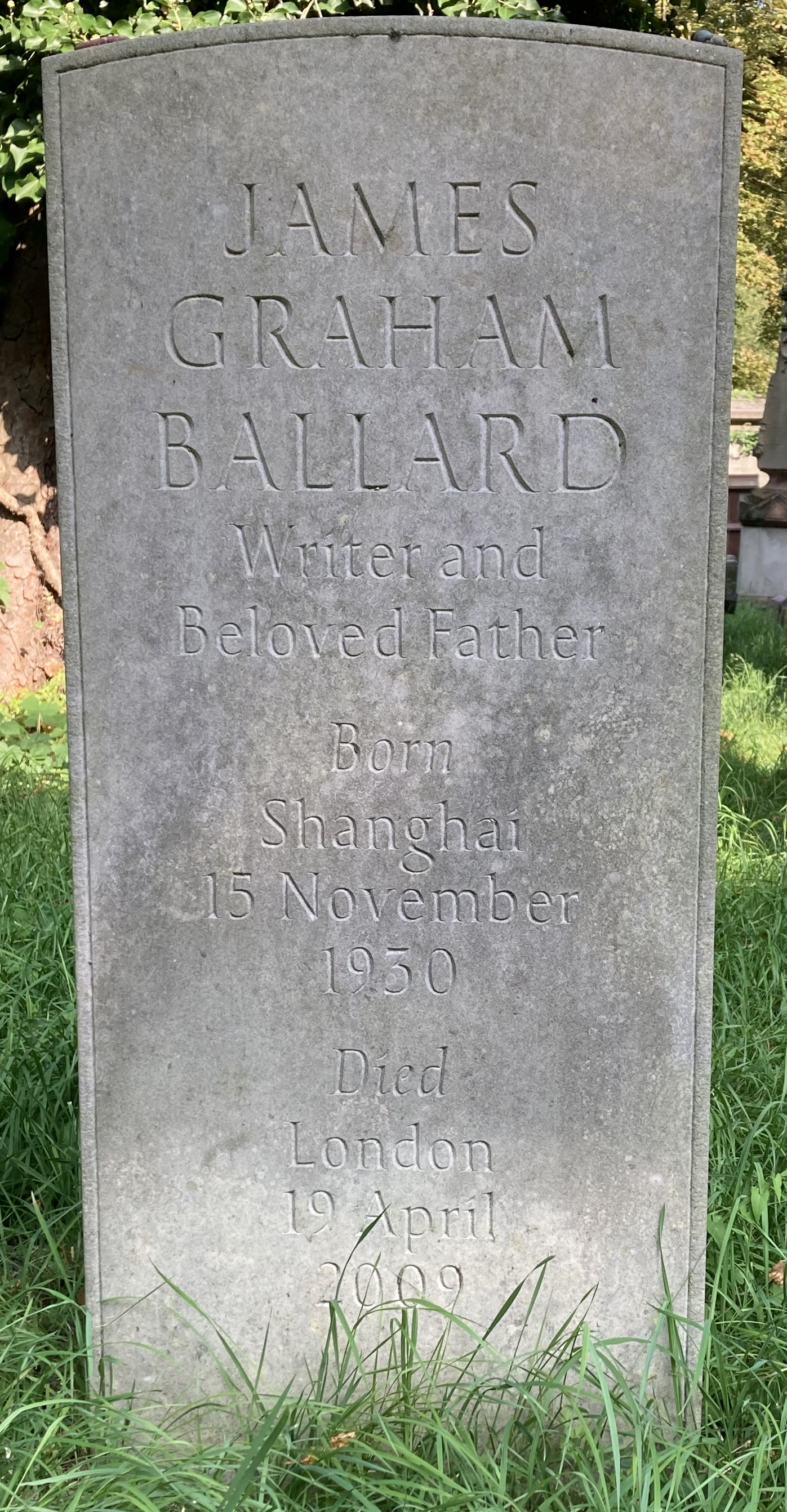
J.G. Ballards gravvård, på Kensal Green Cemetery i London.

Ballard avled 2009 efter en lång tids sjukdom.

## Svenska översättningar
- Kristallvärlden (The crystal world) (översättning Peter Stewart, Wahlström & Widstrand, 1971)
- Drömbolaget (The unlimited dream company) (översättning Peter Stewart, AWE/Geber, 1981)
- "Men är inte Kennedy redan död?...": tre romaner (urval, översättning och introduktion K. G. Johansson och Gunilla Dahlblom, Embryo, 1982) [Innehåll: Mordvapnet ; Varför jag vill knulla Ronald Reagan ; Mordet på John Fitzgerald Kennedy betraktat som en biltävling i nedförsbacke]
- Solens rike (Empire of the sun) (översättning Hans-Jacob Nilsson, Wahlström & Widstrand, 1986)
- Skapelsens dag (The day of creation) (översättning Hans-Jacob Nilsson, Wahlström & Widstrand, 1988)
- Pangbournemassakern (Running wild) (översättning Hans-Jacob Nilsson, Legenda, 1989)
- Kvinnors godhet (The kindness of women) (översättning Hans-Jacob Nilsson, Wahlström & Widstrand, 1992)
- Krigsfeber (War fever) (översättning Hans-Jacob Nilsson, Wahlström & Widstrand, 1993)
- Skändlighetsutställningen (The atrocity exhibition) (översättning K G Johansson, Vertigo, 2007)
- Crash (Crash) (översättning Daniel Pedersen, Bokförlaget Faethon, 2019)

## Filmer baserade på Ballards böcker
- Crash (1996)
- Solens rike (1987)
- Aparelho Voador a Baixa Altitude[11] (2002)